# ATP-toernooi van Tampa (gravel)
Het ATP-toernooi van Tampa outdoor (ook bekend onder de naam U.S.T.A. Men's Clay Courts of Tampa) was een tennistoernooi van de ATP-Tour dat van 1991 tot en met 1993 plaatsvond op outdoor gravelbanen van de Harbour Island Athletic Club in de Amerikaanse stad Tampa.

## Finales

### Enkelspel
| Jaar | Winnaar         | Finalist           | Score         |
| ---- | --------------- | ------------------ | ------------- |
| 1993 | Jaime Yzaga     | Richard Fromberg   | 6-4, 6-2      |
| 1992 | Jaime Yzaga     | MaliVai Washington | 3-6, 6-4, 6-1 |
| 1991 | Richey Reneberg | Petr Korda         | 4-6, 6-4, 6-2 |

### Dubbelspel
| Jaar | Winnaars                     | Runners-up                   | Score         |
| ---- | ---------------------------- | ---------------------------- | ------------- |
| 1993 | Todd Martin Derrick Rostagno | Kelly Jones Jared Palmer     | 6-3, 6-4      |
| 1992 | Mike Briggs Trevor Kronemann | Luiz Mattar Andrej Olchovski | 7-6, 6-7, 6-4 |
| 1991 | Ken Flach Robert Seguso      | David Pate Richey Reneberg   | 6-7, 6-4, 6-1 |

ITF-toernooien (mannen en vrouwen)

ATP-toernooien (mannen) – ATP-seizoen 2025

WTA-toernooien (vrouwen) – WTA-seizoen 2025

Voormalige toernooien mannen
Voormalige toernooien vrouwen
Voormalige amateurtoernooien
1991 · 1992 · 1993